# Jupiaba ocellata
Jupiaba ocellata är en fiskart som först beskrevs av Géry, Planquette och Le Bail, 1996.  Jupiaba ocellata ingår i släktet Jupiaba och familjen Characidae. Inga underarter finns listade i Catalogue of Life.